# アレクサンドラ・フォン・ハノーファー (1999-)
アレクサンドラ・フォン・ハノーファー（ドイツ語: Alexandra von Hannover、フランス語: Alexandra de Hanovre、1999年7月20日 - ）は、ハノーファー王国の王族の子孫。ハノーファー王女、グレートブリテンおよびアイルランド王女、ブラウンシュヴァイク＝リューネブルク公女。モナコのフィギュアスケート選手（女子シングル）。

## 人物
全名はドイツ語ではアレクサンドラ・シャルロッテ・ウルリーケ・マリアム・ヴィルギニア（Alexandra Charlotte Ulrike Maryam Virginia）。
ハノーファー家家長・エルンスト・アウグスト（5世）とモナコ公女・カロリーヌ（レーニエ3世とグレース・ケリーの長女）の間の一人娘。
エルンスト・アウグスト（5世）とカロリーヌが結婚して半年後の1999年7月20日、オーストリアのオーバーエスターライヒ州フェクラブルックで生まれた。再婚のエルンスト・アウグスト（5世）にとっては第3子（長女）、三婚のカロリーヌにとっては第4子（次女）にあたる。
同年9月19日にルター派プロテスタントの洗礼を受けた。代父母は叔母のライニンゲン侯妃アレクサンドラ、異父姉のシャルロット・カシラギ、ウルリーケ・ウムスヒネーダー、マリアム・ザックス、ヴィルギニア・ギャリコ、ジョージ・コンド、エーリヒ・マイヤーらであった。
カロリーヌとの再婚にあたってカトリックに改宗した父と異なり、プロテスタントのアレクサンドラはイギリスの王位継承権を持っており、イギリス王位継承順位は第407位であった。
2018年10月、アレクサンドラはルーテル教会からカトリックに改宗したため、イギリスの王位継承権を失った。

## 経歴
フィギュアスケート選手としてはモナコ代表で国際競技会に出場している。登録名は「フランス語: Alexandra DE HANOVRE」（アレクサンドラ・ド・アノーヴル）を用いている。2014-15シーズンはユーロユース五輪に出場し29位となる。
2015-16シーズンよりISUジュニアグランプリシリーズに参戦。JGPオーストリア杯で35位、続くJGPログローニョで33位となる。

## 主な戦績
| 大会/年           | 2014-15 | 2015-16 |
| ----------------- | ------- | ------- |
| JGPログローニョ   |         | 33      |
| JGPオーストリア杯 |         | 35      |
| ユーロユース五輪  | 29 J    |         |

### 詳細
| 2015-2016 シーズン      |                                                    |          |          |          |
| 開催日                  | 大会名                                             | SP       | FS       | 結果     |
| 2015年9月30日 - 10月4日 | ISUジュニアグランプリ ログローニョ（ログローニョ） | 34 12.86 | 33 29.78 | 33 42.64 |
| 2015年9月9日 - 13日     | ISUジュニアグランプリ オーストリア杯（リンツ）     | 35 14.02 | 35 30.53 | 35 44.55 |

| 2014-2015 シーズン   |                                                            |          |          |          |
| 開催日               | 大会名                                                     | SP       | FS       | 結果     |
| 2015年1月25日 - 30日 | ヨーロッパユースオリンピックフェスティバル（ドルンビルン） | 29 11.72 | 29 25.44 | 29 37.16 |

## プログラム使用曲
| シーズン  | SP                                           | FS                                            |
| --------- | -------------------------------------------- | --------------------------------------------- |
| 2015-2016 | ムーン・リバー 作曲：ヘンリー・マンシーニ    | マイ・フェア・レディ 作曲：フレデリック・ロウ |
| 2014-2015 | Bitty Boppy Betty 作曲：ピンク・マルティーニ | マイ・フェア・レディ 作曲：フレデリック・ロウ |